# Primera División de voleibol 1973-74
La temporada 1973/1974 de la Liga Nacional de Voleibol fue la X edición de la competición. Tuvo como campeón al Club Atlético de Madrid.

## Clasificación
| Pos | Equipo                           | PJ | PG | PP | SF | SC | Pt. |
| --- | -------------------------------- | -- | -- | -- | -- | -- | --- |
| 1   | Club Atlético de Madrid          | 18 | 17 | 1  | 53 | 7  | 35  |
| 2   | Real Madrid C.F.                 | 18 | 17 | 1  | 52 | 10 | 35  |
| 3   | F.C. Barcelona                   | 18 | 13 | 5  | 43 | 20 | 31  |
| 4   | C.D. Hispano Francés Barcelona   | 18 | 11 | 7  | 34 | 28 | 29  |
| 5   | R.G.C. Covadonga Gijón           | 18 | 9  | 9  | 30 | 33 | 27  |
| 6   | C.A. Montemar Alicante           | 18 | 8  | 10 | 27 | 35 | 26  |
| 7   | C. Calasancio Hispalense Sevilla | 18 | 6  | 12 | 29 | 40 | 24  |
| 8   | C.D. El Pilar Vigo               | 18 | 5  | 13 | 26 | 41 | 23  |
| 9   | C.D. Ciencias Madrid             | 18 | 3  | 15 | 13 | 49 | 20  |
| 10  | A.D. Antorcha Lérida             | 18 | 1  | 17 | 8  | 52 | 19  |

Eliminatoria de promoción: C.D. El Pilar Vigo - C.D. Universitario Valladolid 1-3 (Partido disputado en Léon)